# 古茗
古茗（港交所：1364）是中国连锁茶饮品牌，由王云安于2010年在浙江省台州温岭市创立，主要通过加盟在中国境内经营现制茶饮。该品牌主打三、四线城市市场，是浙江加盟店数量最多的茶饮品至牌。公司母体为古茗科技集团有限公司（Guming Holdings Limited）。截至2024年9月，该品牌在中国约有9,700余家门店。现由古茗科技集团有限公司运营，总部在浙江省温岭市大溪镇。口号是“每天一杯喝不腻”。

## 运营历史
古茗由王云安、阮修迪等人创立。王云安生于1986年，从浙江理工大学毕业后便开始创业。他原想加盟其他奶茶店，但考察过后还是选择创立自己的品牌。2010年，王云安等人出资14万元，开设了一家30平方米的奶茶店，取名为“古茗”，店址在浙江温岭大溪镇德明路。在经过第一年的亏损后，2011年，古茗开出第一家加盟店，古茗开始连锁经营模式。2012年至2013年，古茗走出台州、面向全国，开始规模化发展。随着对产品研发、门店装潢、物流供应等方面的改革，古茗于2017年迎来了开设1000家加盟店的里程碑。古茗成为浙江加盟店数量最多的茶饮品牌，终端流水每月超过1.4亿元。
2018年6月，浙江古茗科技有限公司成立，作为古茗品牌新的运营主体。2020年7月，古茗获得红杉资本中国、美团龙珠资本、冲盈资本等投资。2020年底，古茗获得美国对冲基金寇图资本领投的新一轮融资。2020年，古茗销售总收入为21.36亿元，利润总额为3.48亿元，上缴税金1.1亿元。
2024年1月2日，该公司向港交所提交上市申请书，联席保荐人为高盛和瑞银集团。2025年2月12日，公司在港交所上市。

## 门店

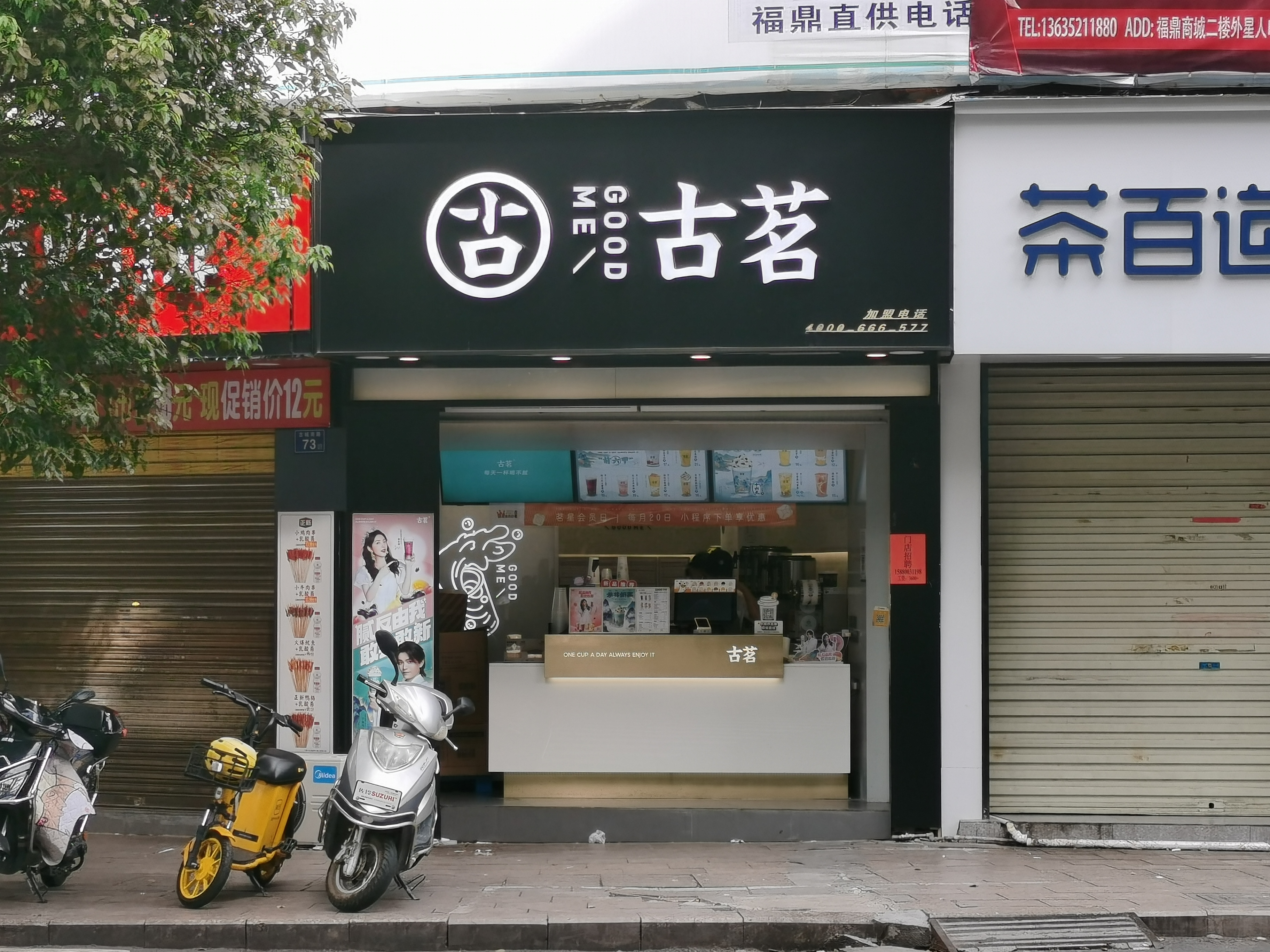
位于福建省宁德市福鼎市中山中路的古茗

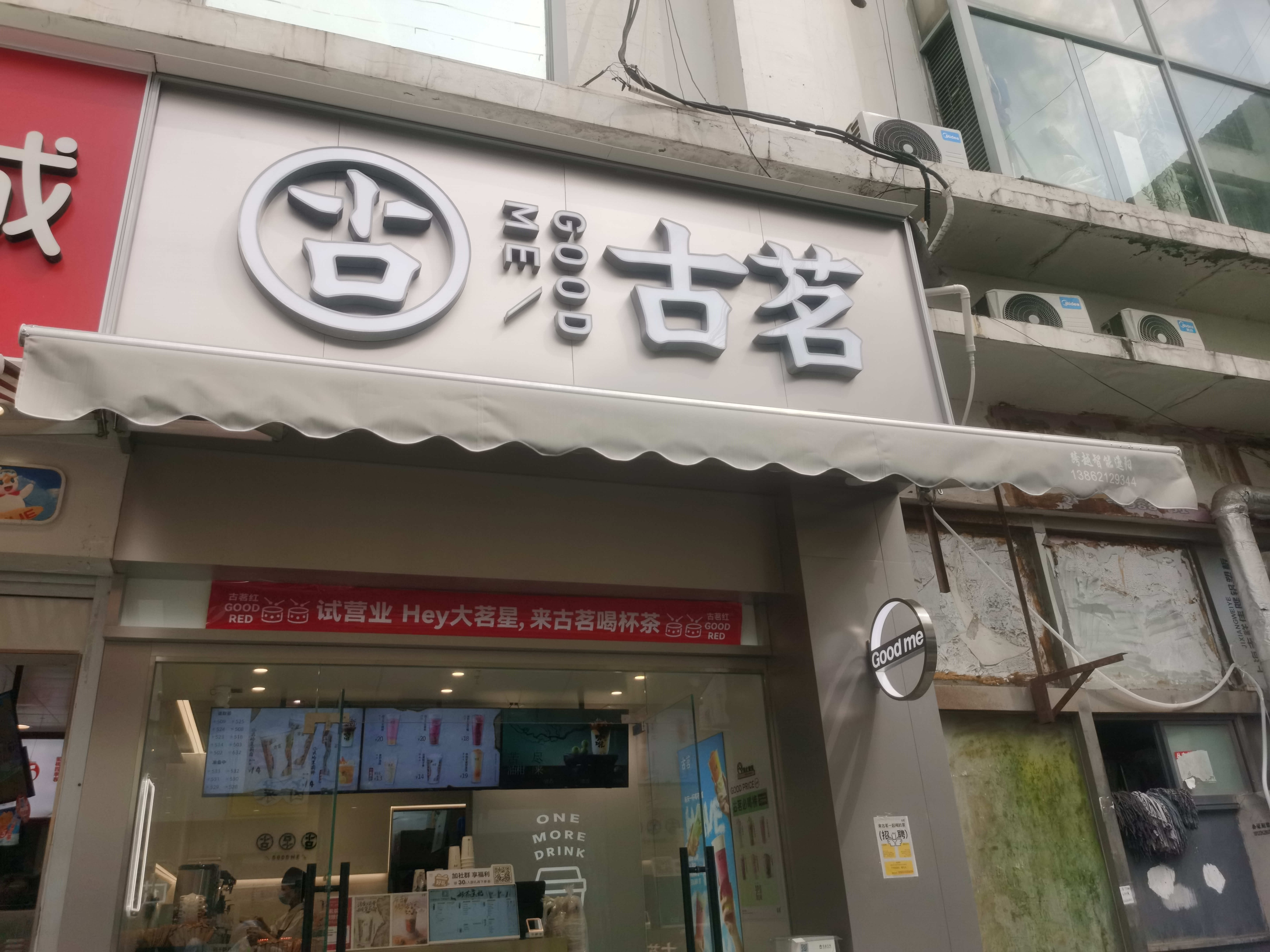
位于江苏省苏州市联丰广场的古茗门店

古茗在2011年开设第一家合作门店，开始连锁经营模式，布局了台州各大乡镇，再进入台州市区。2012年开始走出台州、面向全国，以台州为中心辐射浙江南部、江西东部、福建北部。2014年，拥有100家分店。2017年一年开出500多家分店，全国门店突破1000家。根据其官网数据，2019年及2020年，每年新开设的门店数量均超过1000家。截至2021年，古茗在中国境内的门店数量已超过5,000家；截至2024年9月30日，门店约为9,778家。
古茗的拓展模式为直营+加盟，对加盟店的选择有严格的把关，且主要在三、四线城市开设加盟店，走类似于“农村包围城市”的道路。比如，截至2018年，古茗在上海没有开设任何分店。在加盟信息中，古茗将温州、台州、诸暨三地定义为“饱和区域”，暂不开放加盟；福建、江西、云南三省定义为“发展中区域”，少量开放加盟；除上述三市外的浙江地区，以及安徽、广东、河南、湖南、四川、江苏、湖北、重庆均为重点开拓区域。关于原料及配送，古茗耗费4000万元自建配送体系，在华东、华中、华南地区建立仓储基地，并在云南、泰国等地建立茶园、果园。
古茗也曾做过品牌升级，开拓一、二线城市市场。2018年10月1日，古茗首家“零氧化·Live Young”实验店在温州万象城开业，被称为古茗“8年来最大升级”。2021年5月21日，古茗设计新店型，全国第一家古茗·GOOTTT店在杭州下沙宝龙广场一期正式开业。2020年，古茗在新一线城市门店的平均销售额，比原有门店高出34.7%。

## 产品
古茗主要经营现制茶饮，涵盖水果茶、奶茶等基础品类，以及少量咖啡饮品，并不定期推出与品牌或文创 IP 合作的限定产品；不同地区与时段的口味与上新安排会存在差异。
2020年8月，古茗与哈根达斯合作，推出哈根达斯芒芒冰、哈根达斯桃桃冰两款饮品。2021年2月，会稽山绍兴酒与古茗联名开发“酒香沁乌龙”黄酒奶茶。

## 上市
2025年2月12日，古茗母公司古茗科技集团有限公司（Guming Holdings Limited）在香港交易所上市，股票代码1364。发行价为每股HK$9.94，募集资金约2.32亿美元；首日盘中一度下跌约10%。

## 争议

### “古茗”与“左茗”之争
义乌市左茗餐饮管理有限公司由林丹红于2018年1月31日成立。此前的1月14日，林丹红成功注册商标“左茗”书法商标（43类），该商标与古茗当时正在使用的书法商标高度相似。而杭州原先饮品科技有限公司持有的“古茗”商标仅为楷体字商标，而非招牌上使用的书法商标。2018年5月23日，杭州原先饮品科技有限公司等四申请人，向国家工商行政管理总局商标评审委员会提起对第22062768号左茗商标的无效宣告。2019年2月1日，义乌市人民法院判决林丹红、左茗公司停止使用“左茗”商标，被告选择上诉。3月6日，国家工商行政管理总局商标评审委员会维持争议商标有效。7月2日，金华市中级人民法院撤销一审判决。“古茗”与“左茗”商标高度相似，在浙江地区经常引起误解。

### 加盟争议
2019年，古茗的加盟招商资质产生争议。一名创业者在网上填写信息，位于广州的“古茗华南运营中心”（广州元味淳企业管理有限公司）回电表示，可到广州或南京进行实地考察。与南京锦之瑟餐饮管理服务有限公司签订协议后，该名投资者开设古茗奶茶加盟店，不久后被指为山寨。古茗华南运营中心声称台州总部自2017年就失去了古茗商标归属权。2019年8月，《河南商报》记者致电古茗华南运营中心，接听的工作人员称，“广州古茗和浙江古茗只是招商区域不一样，不存在真假之说”。她表示，南京锦之瑟公司是古茗商标的持有公司，广州古茗从获得的授权。浙江古茗则表示，南京锦之瑟持有的是31类商标，不是开奶茶店需要的43类商标，而这类的“古茗”商标由浙江古茗旗下的杭州原先饮品科技有限公司持有。
2019年5月，浙江古茗注册的微信公众号“古茗茶饮”发表“关于打击山寨古茗的严正声明”，后在其官网发布“关于假冒古茗非法招商加盟的声明”。10月8日、19日的微信公众号推文里，浙江古茗将广州、南京的两家公司称为“诈骗集团”，对其营销手段予以披露，公布了联合各地监管部门的整治结果。10月16日，南方报业传媒集团旗下“南方+”报道称，有多名投资者在广州元味淳签订协议，意识到被骗后对方已经跑路。CCTV-12《热话》栏目则于11月播出《奶茶店打假》，讲述江西余干一商户加盟南京锦之瑟方面的山寨店，最终被骗33万的故事。节目中，古茗创始人王云安透露，山寨“古茗”店的数量已经超过600家；在余干县打着“古茗”旗号的十多家奶茶店中，只有四家为授权加盟店。

### 偷税
据天眼查2022年3月28日消息，古茗奶茶关联公司浙江古茗科技有限公司被曝光偷逃税款2322万余元人民币，已于2021年12月29日被台州市税务局处以1161万余元人民币的罚款。

### 食品安全
因门店大部分为加盟连锁形式，因此各门店的出品质量参差不齐，甚至发生食品安全问题。2022年7月，广东省潮州市一位消费者称在古茗购买的杨枝甘露内喝出一只小壁虎，事发门店随即停业自查，并调取该饮品制作过程的监控视频。2023年8月28日，江苏省常州市新北区组织开展食品安全抽检，古茗奔牛镇店内使用的不锈钢小料盒被检出大肠菌群。2024年3月14日，湖北经视播出315特别节目，曝光了古茗武汉大智路门店的食品安全问题。尽管店员强调食材效期管理，但该门店篡改食材效期的情况依然存在，且为隐蔽操作。